# 파슬 그룹
파슬 그룹(Fossil Group, Inc.)은 1984년 톰 카르초티스(Tom Kartsotis)가 설립하고 텍사스주 리처드슨 (텍사스주)에 본사를 둔 미국의 패션 디자이너이자 제조업체이다. 해당 브랜드에는 파슬(Fossil), 릴릭(Relic), 미셸 워치(Michele Watch), 스카겐 덴마크, 미스핏(Misfit), WSI 및 조디악 워치스(Zodiac Watches)가 포함된다. 파슬은 또한 BMW, 푸마, 아르마니, 마이클 코스, DKNY, 디젤 (브랜드), 케이트 스페이드 뉴욕, 토리 버치(Tory Burch), 챕스(Chaps) 및 아르마니 익스체인지(Armani Exchange)와 같은 브랜드의 라이선스 액세서리도 제작한다.
톰 카르초티스의 형제이자 CEO인 코스타 카르초티스(Kosta Kartsotis)는 파슬 주식의 약 12.5%를 소유하고 있다. 회사 이름은 형제들이 아버지에게 지어준 별명이다.